# House of Lords (gruppo musicale)
Gli House of Lords sono una band heavy metal formata nel 1987 a Los Angeles, California.
La band nacque nel tardo 1987 dalle ceneri dei Giuffria ed era composta da Gregg Giuffria, ex tastierista degli Angel e Giuffria, l'ex chitarrista dei Giuffria Lanny Cordola, l'ex batterista dei Fifth Angel e Alice Cooper Ken Mary, l'ex cantante degli L.A. Rocks James Christian e l'ex bassista dei Quiet Riot e Giuffria Chuck Wright.
La band nacque da un'idea di Gene Simmons, bassista dei Kiss, che gli trovò il nome e li accolse sotto la sua etichetta, la Simmons Records.

## Storia
Nel 1987 Gregg Giuffria era intenzionato a portare avanti i suoi progetti con i Giuffria ed a registrare un terzo album. Tuttavia egli incontrò Gene Simmons al 40º anniversario della Atlantic Records a New York, dove Giuffria suonava per l'occasione con i Vanilla Fudge, e gli consegnò le demo del nuovo album. Simmons poi, accordato con Giuffria, diede il via alla produzione dell'album, ma non volle alla voce il cantante David Glen Eisley. Eisley fu quindi costretto ad abbandonare la band mentre a sostituirlo subentrò James Christian, che venne trascinato nel gruppo da Chuck Wright, bassista che aveva lavorato con la sua band precedente, gli L.A. Rocks (poi rinominati Eyes). Simmons inoltre suggerì di rinominare la band House of Lords. Lo stile degli House of Lords era considerato più pesante di quello dei Giuffria. Qualche brano era già stato scritto per essere inserito nel irrealizzato album dei Giuffria (che avrebbe dovuto intitolarsi Pleasure Palace) prima di incontrare Gene, inclusi i brani Slip Of The Tongue e Pleasure Palace.
Il debut omonimo House of Lords venne così pubblicato nel 1988, e a seguire la band suonò dei tour negli Stati Uniti con i Cheap Trick e nel Regno Unito con gli Scorpions nel 1989. Lanny Cordola lasciò la band nel 1990 a causa di incomprensioni con Giuffria. A sostituirlo fu il chitarrista Michael Guy, ex membro degli Shark Island, che aveva partecipato anche all'album solista dell'ex chitarrista Cordola, chiamato Electric Warrior Acoustic Saint, e che in futuro avrebbe collaborato con Paul Shortino nei Badd Boyz. In questo stesso anno gli House of Lords pubblicarono il secondo album Sahara, dove parteciparono numerosi ospiti come i chitarristi Rick Nielsen dei Cheap Trick, Chris Impellitteri degli Impellitteri, l'ex Hurricane Doug Aldrich, l'ex Asia, Cobra e Krokus Mandy Meyer. L'album, prodotto da Andy Johns, vedeva anche la partecipazione di diversi coristi d'eccezione come l'ex cantante dei Giuffria David Glenn Eisley, Mike Tramp dei White Lion, Steve Plunkett e Steve Isham degli Autograph, Ron Keel dei Keel, SS Priest e Billy Dior dei D'Molls e Robin Zander dei Cheap Trick e la fidanzata di James Christian Aina Olsen, una cantante AOR scandinava. La band poco dopo suono con i Nelson, ma si lamentò del fatto di apparire al fianco di gruppo pop e seguiti da un pubblico di ragazze urlanti nelle arene. Poco dopo infatti Wright e Mary lasciarono la band. I due furono sostituiti da un altro ex Quiet Riot, Sean McNabb, dal veterano Tommy Aldridge (già membro dei Black Oak Arkansas, Whitesnake, Ozzy Osbourne e altri) e dal chitarrista Dennis Chick. Il terzo album, intitolato Demons Down venne pubblicato nel 1992 per la nuova etichetta Victory Records. Anche a questo parteciparono osipiti esterni come i chitarristi Tim Pierce e Danny Jacobs, mentre in qualità di coristi figuravano Paul Stanley dei Kiss, l'ex Giuffria David Glen Eisley e nuovamente la fidanzata di James Christian Aina Olson. La band però si sciolse poco dopo nel 1993.
Dopo lo scioglimento, James Christian lavorò per un album solista. Il cantante venne originariamente coinvolto nella superband Manic Eden, composta dai 3 ex membri dei Whitesnake Tommy Aldridge, Adrian Vandenberg e Rudy Sarzo. Egli però abbandonò il progetto dopo tre mesi. McNabb, dopo aver raggiunto i Great White entrò nei Rough Cutt.

### Riunione
Gli House of Lords si riunirono nel 2000, dopo aver aspettato che scadesse il contratto con Gene Simmons. La formazione era composta da Christian, Giuffria, Wright, Cordola, Guy e Mary. Alla produzione venne arruolato il tastierista dei Foreigner John Purdell. Ma poco dopo Guy lasciò il progetto sostituito dall'ex chitarrista di Ozzy Osbourne e Badlands Jake E. Lee. L'album solista di David Glen Eisley The Lost Tapes del 2001, includeva tre tracce degli House of Lords: "Jealous Heart", "Slip Of The Tongue" e "Pleasure Palace", cantate dallo stesso. Queste erano le prime demo che la band aveva registrato ancora con il nome di Giuffria, ma che inserirono ri-registrate, nel debut album degli House of Lords.
La vera e propria rinascita della band venne annunciata nel 2002 con la formazione composta dal cantante James Christian, il chitarrista Lanny Cordola, il bassista Chuck Wright, il tastierista Gregg Giuffria e Ken Mary alla batteria. L'album, The Power and the Myth, sarebbe dovuto uscire quello stesso anno, ma l'uscita venne posticipata. Venne infatti pubblicato due anni dopo per la Frontiers Records. Nell'album Giuffria lascia il posto al tastierista Derek Sherinian (ex Alice Cooper, Dream Theater, Yngwie Malmsteen. L'album non ottenne molti consensi a causa del cambio di sonorità che non venne apprezzato, Christian così lavorò ad un nuovo album solista initotlato Meet The Man pubblicato nell'ottobre 2004. Contribuirono all'album anche i membri del gruppo Chuck Wright e Lanny Cordola. Dopo il ritorno di Gregg Giuffria nel 2005, la band partecipa a numerosi concerti come al Firefest 2 festival 2005 a Nottingham. Il loro primo concerto nel Regno Unito dal 1988, al fianco di Harem Scarem, Power Quest, Saracen, Balance of Power, Blue Tears e Danger Danger. Seguirono alcune date in Grecia. Nel gennaio 2006 la formazione subisce nuovamente qualche cambiamento, introcudendo il chitarrista Jimi Bell (ex Geezer Butler, Thunderhead, Bird of Prey), il bassista Jeff Kent e l'e x bassterista di Thunderhead e Ynwie Malmsteen B.J Zampa. Questa formazione pubblicherà nel maggio 2006 il quinto album World Upside Down, al contrario del precedente, molto apprezzato dalla critica e dai fans.
Gli House of Lords suonarono ed alcune date europee in Spagna, Paesi Bassi e Belgio ed un'apparizione al 'United Forces Of Rock' festival in Germania, tra settembre ed ottobre. Poco dopo subentrò l'ex bassista di Jeff Scott Soto Chris McCarvill. Nel gennaio 2007 venne invece pubblicato il live album Live in the UK, registrato nel novembre 2005 al 'Firefest 2' festival, inclusa la traccia in studio Havana.
Il 18 marzo 2008 è stato pubblicato l'album "Come To My Kingdom" al quale seguirà un world tour.
Gli anni successivi sono stati ancora più prolifici e fortunati, vedendo la pubblicazione di "Cartesian Dreams nel 2009,  "Big Money" nel 2011, "Precious Metal" nel 2014 e "Indestructible" nel 2015.
Nel marzo 2017 esce l'album "Saint of the Lost Souls"

## Formazione

### Formazione attuale
- James Christian - voce, chitarra, tastiere (1987-93, 2000-oggi)
- Jimi Bell - chitarra (2005-oggi)
- B.J. Zampa - batteria (2005-oggi)
- Chris Tristram - basso (2016–oggi)

### Altri membri
- Lanny Cordola - chitarra (1988-90, 2000-05)
- Chuck Wright - basso (1988-90, 2000-05)
- Ken Mary - batteria (1988-90, 2000-05)
- Michael Guy - chitarra (1990-91)
- Dennis Chick - chitarra (1991-93)
- Sean McNabb - basso (1991-93)
- Tommy Aldridge - batteria (1991-93)
- Matt McKenna - basso (2008-09)
- Gregg Giuffria - tastiere (1988-93, 2006)
- Chris McCarvill - basso (2005-08, 2009-2016)

## Discografia

### Album in studio
- 1988 - House of Lords
- 1990 - Sahara
- 1992 - Demons Down
- 2004 - The Power and the Myth
- 2006 - World Upside Down
- 2008 - Come to My Kingdom
- 2009 - Cartesian Dreams
- 2011 - Big Money
- 2014 - Precious Metal
- 2015 - Indestructible
- 2017 - Saints of the Lost Souls
- 2020 - New World New  Eyes
- 2022 - Saints et Sinners
- 2024 - Full Tilt Overdrive

### Live
- 2007 - Live in the UK

### Raccolte
- 2008 - Anthology